# Odilo Schreger
Odilo Schreger OSB, Taufname Franz Jacob (* 3. November 1697 in Schwandorf; † 21. September 1774 in Ensdorf) war deutscher Benediktiner und geistlicher Schriftsteller.

## Leben
Er besuchte das Jesuitengymnasium in Amberg. Er trat  in das Benediktinerkloster Ensdorf ein, wo er 1720 die Profeß ablegte. 1749 wurde er zum Prior gewählt.

## Werke
- Lustig und nutzlicher Zeit-Vertreiber. Stadt am Hof, 1754. mdz-nbn-resolving.de
- Zu nutzlicher Zeit-Anwendung Zusamm getragener Auszug Der Merckwürdigsten Sachen. Gastl, Stadt am Hof & Passau 1755. mdz-nbn-resolving.de
- Speiß-Meister Oder Nutzlicher Unterricht Von Essen und Trincken. Gastl, Stadt am Hof 1756. mdz-nbn-resolving.de
- Hausbüchlein, worinnen unterschiedliche, sowohl geistliche als weltliche Hausmittel. Zweyte Auflage. Baab, Baierdießen 1773. mdz-nbn-resolving.de
- Eine gute Nacht, das ist: nächtliche gute Gedanken vor dem Schlafengehen wohl zu überlegen. 5. Auflage. Lentner, München 1827. mdz-nbn-resolving.de
- Kleine Haus-Apothecke [Hausapotheke] : oder Sammlung der besten Haus-Mittel für Kranke in der Stadt und auf dem Lande / hrsg. von O. S., Liebhaber der Arzneykunst. - Augsburg : Rieger, 1774. nbn-resolving.de